# 지역사회의학
지역사회의학(Community Medicine, 地域社會醫學)은 지역사회의 인구집단이 가지는 보건문제를 다루는 학문이다.

## 역사
1968년 영국의 왕립 의학교육위원회 보고서에서 처음 개념이 대두되었다.
지역사회의학이 대두된 배경으로, (1) 기존의 의학이 생의학적 모형에 입각한 병인론 중심으로 발달함에 따른 의료의 비인간화; (2) 총체적이고 전인적인 의료의 요구; (3) 질병의 구조가 만성질환 중심으로 변화함; (4) 국민의 의료요구 증대; (5) 의료자원의 편중을 들 수 있다.

## 기본 요소 및 원리
지역사회의학은 (1) 책임성: 필수적인 보건의료서비스를 전체 인구집단에 제공해야 하는 책임; (2) 효율성: 한정된 자원을 잘 활용하며 극대화시키는 효율성; (3) 포괄적 보건의료 제공; (4) 질: 서비스의 질이 유지되어야 함; (5) 의료전달체계의 확립; (6) 지역사회 참여; (7) 지역사회 개발; (8) 부문간 협조를 기본 요소로 한다. 지역사회보건의 기본 원리로 지역사회 중심성, 주민의 자주성, 효율성 및 종합성을 들 수 있다.

## 목표
치료를 중심으로 하는 임상의학과 대비되어 지역사회가 자발적으로 질병 예방 및 건강증진이라는 목표를 달성하는 것을 추구한다.

## 같이 보기
- 보건소
- 지역보건인력
- 지역보건
- 공중보건
- 공공의료
- 보편적 의료보장